# Klippsta järnvägsstation
Klippsta järnvägsstation (Loh, finska Louhelan rautatieasema) är en järnvägsstation i Vanda i stadsdelen Myrbacka. Den ligger mellan stationerna Myrbacka och Mårtensdal. Avståndet från Helsingfors järnvägsstation är cirka 13 kilometer. Vid stationen har stannat huvudstadsregionens närtrafiks tåg M (Helsingfors-Vandaforsen). Sedan Ringbanans öppnande i juli 2015 trafikeras stationen av linjerna I och P. Den öppnades 1975.

## Galleriet

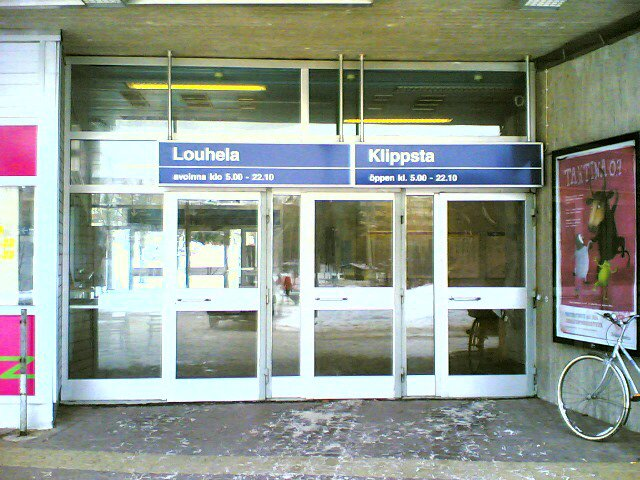
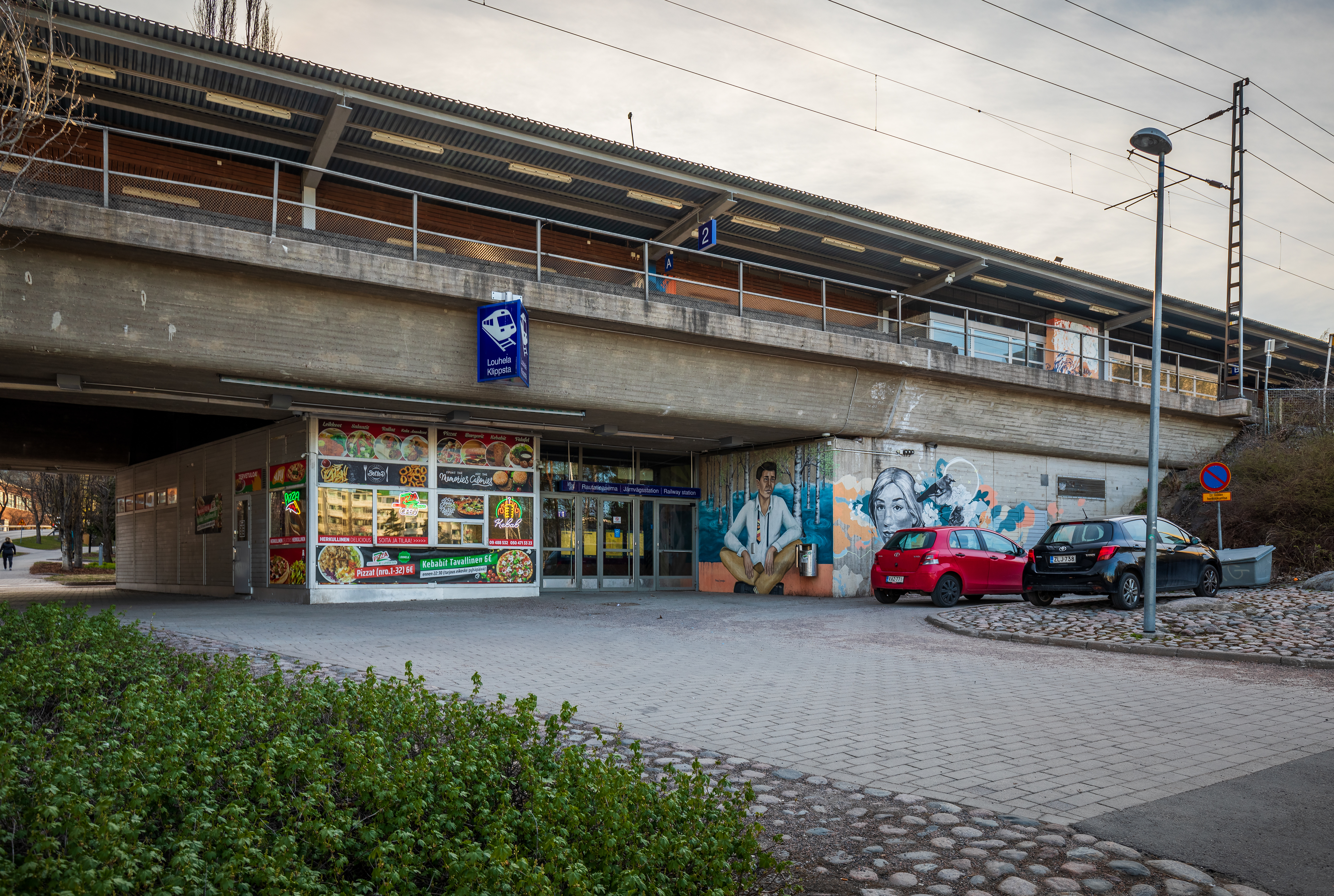